# Henrik Tham (kriminolog)
Henrik Alexander Sebastian Tham, född 24 oktober 1942, är professor emeritus i kriminologi och verksam vid Kriminologiska institutionen vid Stockholms universitet.

## Biografi
Tham disputerade 1979 på en avhandling där brottslighet och levnadsnivå undersöktes för män i kriminalregistret födda 1892–1953.
Han har i mer än 50 år i sin forskning ägnat sig åt brottsligheten och kriminalpolitiken. Hans forskning har bland annat omfattat straffades levnadsförhållanden, brottsoffer, brottslighet i krig, narkotikapolitiken och allmänhetens inställning till brott och straff.
Tham har på senare tid på debattplats påtalat att många alarmistiska beskrivningar av brottslighet saknar vetenskapligt stöd, liksom förmodad gynnsam inverkan på brottslighet av kriminalisering och straffskärpningar. Han har också framhållit att kriminalisering av narkotikabruk är ineffektivt, resurskrävande och integritetskränkande.

## Utmärkelser
- Festskrift till Tham:s 65-årsdag:  Hofer Hanns von, Nilsson Anders, red (2007). Brott i välfärden: om brottslighet, utsatthet och kriminalpolitik : festskrift till Henrik Tham. Rapport / Kriminologiska institutionen, Stockholms universitet, 1400-853X ; 2007:1. Stockholm: Kriminologiska institutionen, Stockholms universitet. Libris 10658288. https://web.archive.org/web/20170811093924/http://www.su.se/polopoly_fs/1.61981.1322692020!/menu/standard/file/Brott_i_valfarden_Fs_HT.pdf